# Lecania sordida
Lecania sordida är en lavart som beskrevs av Reese Næsb. Lecania sordida ingår i släktet Lecania och familjen Ramalinaceae.  Arten är reproducerande i Sverige. Inga underarter finns listade i Catalogue of Life.